# Sotkamo
Sotkamo este o comună din Finlanda.